# Musaba Selemani
Musaba Selemani (Bujumbura, 25 maggio 1985) è un ex calciatore burundese, di ruolo centrocampista.

## Carriera

### Club
Gioca dal 2002 al 2003 in patria, al Prince Louis. Nel 2003 si trasferisce in Belgio, al Brussels. Nel 2007 passa al Londerzeel. Nel 2008 viene acquistato dall'Union Saint-Gilloise. Nel 2009 si trasferisce nei Paesi Bassi, all'HSV Hoek. Nel 2010 torna in Belgio, dove viene acquistato dal RFC Liegi. Nel 2011 si trasferisce al Cointe-Liège.

### Nazionale
Ha debuttato in nazionale nel 2002. Ha collezionato, fra il 2002 ed il 2007, un totale di 3 presenze con la maglia della nazionale.

## Palmarès

### Club

#### Competizioni nazionali
- Tweede klasse: 1

Brussels: 2003-2004